# Bregalnitsa-Strumica-operatie
De Bregalnitsa-Strumica-operatie (Bulgaars : Брегалнишко-Струмишка операция) was een offensieve operatie van het Bulgaarse Leger in Joegoslavië tijdens de deelname van Bulgarije aan de Tweede Wereldoorlog tegen het Derde Rijk.
De operatie duurde van 15 oktober tot 14 november 1944 en werd (deels) parallel uitgevoerd met drie andere Bulgaarse offensieve operaties in Joegoslavië: de Niš-operatie, de Kosovo-operatie en de Stratsin-Kumanovo-operatie.
Deze operatie was onderdeel van het strategische Belgrado-offensief.

## Inleiding
Deze operatie was de zuidelijkste van de drie die door het Bulgaarse Leger ingezet werden. De Bulgaren steunden hiermee het Sovjet strategische offensief op de zuidelijke flank. De Bulgaren werden gesteund door eenheden van het Narodnooslobodilačka vojska Jugoslavije (Volksbevrijdingsleger van Joegoslavië) (NOVJ). Naast het bevrijden van Macedonië, was ook een belangrijke opdracht, om de terugtrekking van de Duitse Heeresgruppe E vanuit Griekenland te blokkeren. Dit zou moeten gebeuren door de zuid-noord verbindingswegen af te snijden.

## Deelnemende eenheden
Bulgaarse leger
- 4e Leger (generaal-majoor Boyan Urumov, vanaf 30 oktober Generaal-Majoor Asen Sirakov) (op 2 oktober - 20.930 man, aan eind operatie 42.000 man)
  - 5e Donau Infanteriedivisie
  - 2e Cavaleriebrigade (vanaf 19 oktober)
  - 7e Rila Infanteriedivisie (vanaf 24 oktober)

NOVJ:
- Bregalnica-Strumica Korps
  -  50e Macedonische Divisie
  -  51e Macedonische Divisie

Wehrmacht:
- Wehrmachtsbefehlshaber Mazedonien (General der Infanterie Friedrich-Wilhelm Müller tot 1 oktober, vanaf 26 oktober Generalleutnant (LW) Heinz Scheurlen)
  - 22e Infanteriedivisie (Generalleutnant Helmut Friebe)

## Verloop van de strijd

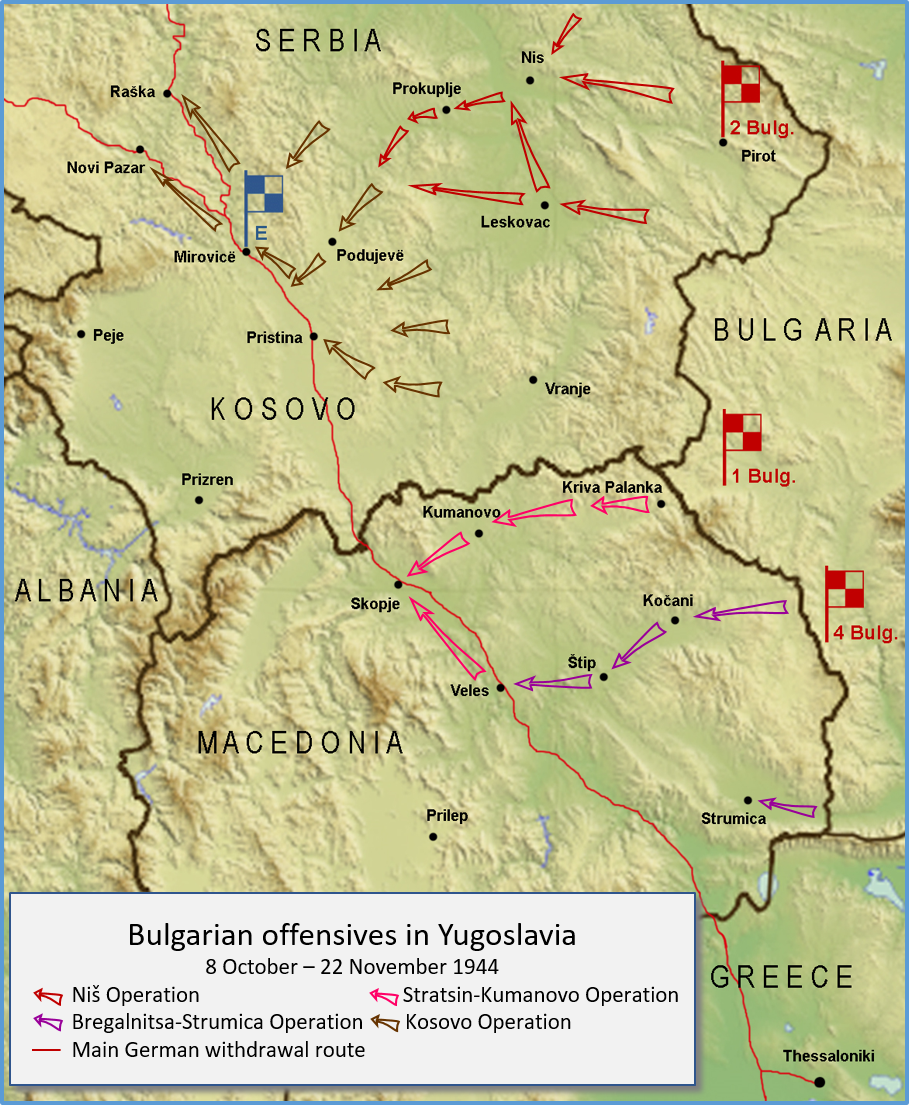
Verloop van de operatie (paarse pijlen)

De Bulgaarse troepen begonnen op 15 oktober met het offensief met slechts een infanteriedivisie. En steun van de Bulgaarse luchtmacht was minimaal, aangezien die met prioriteit meer noordelijk ingezet werd. De defensie was hier in handen van de Duitse 22e Infanteriedivisie, die vanaf Kreta geëvacueerd was en in dit gebied geplaatst werd door Heeresgruppe E. De 5e Donau Infanteriedivisie startte zonder artillerievoorbereiding vanuit het gebied ten westen van Blagoëvgrad en veroverde Carevo selo op 17 oktober. Twee dagen later kreeg de divisie steun van de net gearriveerde 2e Cavaleriebrigade. Desondanks liep het offensief vast op 25 oktober. De hulp van de NOVJ was niet noemenswaardig. De 2e Cavaleriebrigade werd intussen overgeplaatst naar het 1e Bulgaarse Leger en het 4e Leger kreeg daarvoor versterking van de 7e Rila Infanteriedivisie. De 5e Infanteriedivisie moest verder oprukken richting Kočani en Veles en de 7e Infanteriedivisie zou door Novo Selo naar Strumica oprukken. Beide opmarsrichtingen waren onafhankelijk. Toen kwam het offensief weer op gang. De 7e Infanteriedivisie veroverde op 6 november Strumica (met behulp van de 51e Macedonische Divisie) en de 5e Infanteriedivisie op 8 november Štip. Een gemotoriseerde groep werd nu gevorm om de Duitsers te achtervolgen naar Veles. De groep trok op 10 november de stad binnen, die intussen door de Duitsers ontruimd was. Vervolgens assisteerde het 4e Leger nog het 1e Leger bij de inname van Skopje.

## Verliezen
Het Bulgaarse 4e Leger verloor in deze operatie 564 doden, 1030 gewonden en 36 vermisten. De Duitse verliezen zijn onduidelijk.